# Philippe Stern (Unternehmer)
Philippe Stern (* 1938 in Genf) ist ein Schweizer Unternehmer. Er war Präsident der Genfer Uhrenmanufaktur Patek Philippe von 1977 bis 2009.

## Leben
Philippe Stern studierte Betriebswirtschaftslehre an der Universität Genf und war zunächst für ein Computerunternehmen in Deutschland tätig, anschliessend in dem von seinem Vater gegründeten Henri Stern Watch Agency, ein Grosshandelsunternehmen für Patek-Philippe-Uhren in New York. Ab 1966 war er am Hauptsitz von Patek Philippe in Genf tätig und übernahm 1977 die Leitung des Familienunternehmens Patek Philippe. Er baute die Marke weltweit zu einem führenden Unternehmen aus. Unter anderem initiierte er das Patek-Philippe-Museum mit 2000 Exponaten. 2009 übergab er die Leitung des Unternehmens an seinen Sohn Thierry und wechselte in den Verwaltungsrat des Familienunternehmens.
Philippe Stern gehörte dem Weltcup-Team der Schweiz in der Disziplin Abfahrtsski an. Bei der ersten Winter-Universiade 1960 gewann er die Goldmedaille im Riesenslalom. Später war er siebenmaliger Gewinner der Segelregatta Bol d’Or.
Stern lebt in Genf und hat zwei Kinder. Das Vermögen der Familie wird auf zwei bis drei Milliarden Schweizer Franken geschätzt.